# Houdetot (Veauville-lès-Baons)
Houdetot is een gehucht in Veauville-lès-Baons in de Franse gemeente Les Hauts-de-Caux in het departement Seine-Maritime. Het gehucht ligt een kilometer ten noorden van het dorpscentrum van Veauville.

## Geschiedenis
Oude vermeldingen van de plaatsnaam gaan terug tot de 13de eeuw als Hottetot. Hier bevond zich de manoir van de heerlijkheid Houdetot. In 1387 kreeg Richard de Houdetot de toelating van de koning om deze manoir te versterken tot een kasteel. Het raakte weer vernield tijdens de Honderdjarige Oorlog door de Engelse bezetter. De 18de-eeuwse Cassinikaart toont het gehuchtje Ouquetot.
Op het eind van het ancien régime eind 18de eeuw, toen de gemeenten werden gecreëerd, werd Houdetot ondergebracht in de gemeente Veauville-lès-Baons.
Met de fusie van Veauville in 2019 werd Houdetot mee een deel van de fusiegemeente Les Hauts-de-Caux

## Bezienswaardigheden
- De grondvesten van het verdwenen kasteel, en daar bij een duiventoren uit de tweede helft van de 18de eeuw.[4]

Deelgemeenten: Autretot · Veauville-lès-Baons

Overige plaatsen: Alvimbuc · Houdetot